# اتحاد الطلبة العام في جمهورية العراق

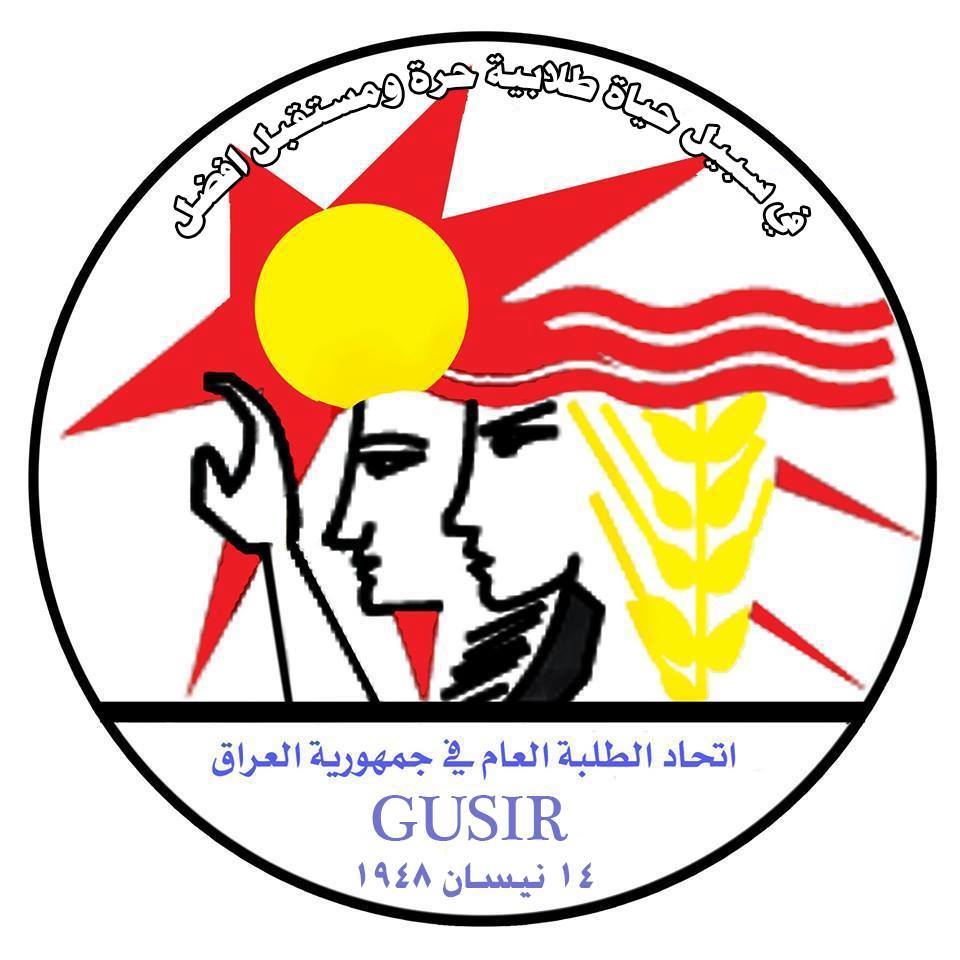
شعار الاتحاد

اتحاد الطلبة العام في جمهورية العراق هو منظمة طلابية مهنية وطنية ديمقراطية جماهيرية غير حكومية مستقلة، تُعنى بالشأن الطلابي ورفع مستوى الوعي الثقافي والديمقراطي لدى الطلبة والمساهمة الفاعلة في تطوير قطاع التربية والتعليم والبحث العلمي.
تأسس الاتحاد في 14 نيسان 1948 في مؤتمر السباع الخالد الجماهيري العلني وتشكلت هيئاته عبر انتخابات ديمقراطية جرت في معظم كليات ومعاهد وثانويات العراق تحت اسم اتحاد الطلبة العراقي العام، ورفع شعاره المركزي (في سبيل حياة طلابية حرة ومستقبل أفضل).
يضم الاتحاد في عضويته كافة الطلبة الراغبين بالعمل الطوعي في صفوفه بغض النظر عن انتماءاتهم السياسية أو القومية أو الدينية. تغير اسم الاتحاد وذلك في المؤتر الوطني الثاني الذي انعقد بعد ثورة 14 تموز 1958 ليصبح (اتحاد الطلبة العام في الجمهورية العراقية). انتمى الاتحاد إلى اتحاد الطلبة العالمي وساهم بنشاط في كافة الفعاليات واحتل مواقع قيادية بحيث شغل منصب السكرتارية كما شغل منصب نائب الرئيس.
استضاف الاتحاد في الستينات المؤتمر السادس لاتحاد الطلاب العالمي في بغداد. ناضل الاتحاد ويناضل من أجل حقوق الطلبة المهنية والأكاديمية في توفير ظروف علمية ونقابية واجتماعية ومعيشية متطورة. وبسبب الظروف السياسية تواصل عمل الاتحاد وتنظيماته بشكل سري داخل العراق وحقق نجاحات عديدة في سبيل تحقيق مطالب الطلبة المهنية والوطنية، وجراء اشتداد حملة الملاحقات والاعتقالات ضد أعضاء الاتحاد في بداية السبعينات اتخذت السكرتارية قراراً بتجميد نشاطه على جميع الأصعدة وبصورة مؤقتة. أعاد الاتحاد وجود تنظيماته السرية وتحت ظروف خطرة وصعبة للغاية في الجامعات والمعاهد العليا فيما ساهم العديد من أعضاءه في الكفاح المسلح في كردستان العراق، أما في الخارج فقد استعادت فروع الاتحاد في أكثر من ثلاثين بلداً نشاطها وتحول العديد منها إلى بيت لكل الديمقراطيين العراقيين المعارضين للنظام.
وبعد سقوط نظام صدام حسين، سارع أعضاء الاتحاد إلى إعادة نشاط الاتحاد في جميع المؤسسات التعليمية للعمل على إقامة حياة طلابية على أسس ديمقراطية، ومن أجل الدفاع عن حقوق الطلبة الأكاديمية والمعيشية وفي سبيل توحيد جهود الحركة الطلابية العراقية والتقدم على طريق بناء العراق الديمقراطي الفيدرالي الموحد.
لاتحاد الطلبة العام في جمهورية العراق فروع في الخارج كما أنه عضو مؤسس في لجنة التنسيق العليا بين المنظمات الشبابية والطلابية في كردستان «فدراسيون» والتي تضم أغلب المنظمات الطلابية والشبابية التي تشكلت إبّان الانتفاضة العراقية في التسعينيات. يتكون اتحاد الطلبة العام في جمهورية العراق من فروع الاتحاد في كل محافظات العراق والخارج إضافة إلى الاتحاد العام لطلبة كردستان العراق، وللاتحاد علاقات ثنائية متميزة مع العديد من المنظمات العربية والعالمية.

## تاريخ اتحاد الطلبة العام في جمهورية العراق
نشأت الحركة الطلابية العراقية بعد ما يسمى بالحكم الوطني عام 1920، فقد أدى تأسيس المدارس الحديثة إلى قيام أولى التجمعات الطلابية. وكان النشاط مقتصراً أول الأمر على هذه التجمعات في النشاطات والفعاليات الاجتماعية والثقافية والرياضية، غير أن تطور الأحداث في العراق وتنامي الوعي الوطني دفع الطلاب إلى المساهمة أكثر في نظال الشعب ضد السيطرة الاستعمارية، وضد المعاهدات الجائرة أعوام 1924 و1927 و1928 وضد اتفاقيات النفط. كما لعب الطلاب دوراً بارزاً في المظاهرات التي قامت بها القوى الوطنية وجماهير الشعب ضد زيارة الصهيوني (ألفرد موند) عام 1928 وضد معاهدة عام 1930. وساهموا ضد حكومة ياسين الهاشمي وأيدوا الانتفاضة الوطنية التي أطاحت بها.
عام 1945 تأسس اتحاد الطلاب العالمي - المنظمة الطلابية العالمية المناضلة ضد الاستعمار، ومن أجل ديمقراطية التعليم والحقوق الطلابية، فتأسيس اتحاد الطلابي العالمي أعطى زخماً قوياً للحركات الطلابية في العالم، وازداد وعيها بضروره قيام تنظيمات طلابية.
ارتبطت الحركات الطلابية منذ نشأتها بتجربة جماهير الشعب ونضاله ضد الاستعمار، ففي هذه الفترة قامت لجنة طلابية مهمتها تنسيق العمل الوطني مع مجموعات من الحركات الوطنية وأحزابها لإحباط مشروع معاهدة بورتسموث، وقامت هذه التجمعات مظاهرات لإطلاق سراح الطلبة والمعتقلين والمطالبة بفتح الكليات التي أغلقت.
في مطلع نيسان (أبريل) عام 1948 أجريت انتخابات طلابية في 52 مدرسة ومعهد وكلية، وتقرر أن ترسل كل مدرسة مندوبَيْن اثنين للقيام إلى عقد مؤتمر. وبالفعل انعقد المؤتمر الأول لأول اتحاد طلابي عراقي هو اتحاد الطلبة العام في جمهورية العراق في 14 نيسان 1948 في ساحه السباع في بغداد، إلا أن السلطات رفضت السماح بعقده في إحدى القاعات حيث تولى الطلبة والعمال ممارسة انعقاد أعمال المؤتمر الذي تم فيه المصادقة على الميثاق الوطني للاتحاد ونظامه الداخلي وانتخب قيادة له وطلب الانتماء إلى اتحاد الطلبة العالمي.
منذ ذلك التاريخ استمرت نضالاته وكون لجانه الاتحادية في العديد من الكليات والمعاهد والمدارس وساهم في حمله السلم العالمي ومناهضه الأعراف العسكرية في عام 1952 وإحياءً لذكرى الوثبة وفضح القرارات التي تعزل الطلبة عن النضال الوطني قامت مظاهرات كبيرة قادها الاتحاد وعلى إثرها فُصل بعض الطلبة من كلية الحقوق. ساهم الطلبة بانتفاضة تشرين 1952 واحتجاج على اتفاقية النفط التي عقدها نوري السعيد، وفي عام 1958 انتقل عمل الاتحاد إلى العمل العلني القانوني وتم تغير اسم الاتحاد وذلك في المؤتر الوطني الثاني ليصبح (اتحاد الطلبة العام في الجمهورية العراقية) حيث لعب الاتحاد دوراً بارزاً في الحركة التحررية، وأتاحت له الفرصة لطرح برنامج توحيد نضال الحركة الطلابية في البلدان العربية. كما ازداد دور الاتحاد بعقد المؤتمر السادس لاتحاد الطلبة العالمي في بغداد عام 1960، حيث شغل الاتحاد العراقي منصب السكرتير العام للاتحاد العالمي ولسنوات عديدة لاحقة.
لم يستمر عمل الاتحاد العلني سوى سنتين وبعدها تعرض إلى المضايقات. بعد انقلاب 1963 تعرض الاتحاد إلى ظروف صعبة، واستطاع أن يعيد بناءه التنظيمي واستطاع عقد المؤتمر الثاني للاتحاد ورسم سياسته في مختلف الميادين وثبت ذلك في قراراته عام 1965، وشارك في انتخابات عام 1967 حيث حققت قوائم الاتحاد فوزاً ساحقاً رغم ظروف سرية العمل. وعقد مجلسه الثالث في حزيران عام 1967 وفي نهايه العام نفسه تعرض الاتحاد إلى عمل تخريبي بعدها سقط النظام العارفي بانقلاب عام 1968.
في يوم 28/كانون الأول /1968 عقد المؤتمر الرابع للاتحاد والذي ناقش فيه الوضع التنظيمي ونشاطه الطلابي لتعزيز وحدة اتحاد الطلبة العام في جمهورية العراق لكونه الأساس المتبقي لوحدة الحركة الطلابية التقدمية، حيث ساهم في المؤتمر 58 مندوب وأشار المؤتمر إلى إقامه مجلس تنسيق طلابي لعمل المنظمات على أساس برنامج ديمقراطي واستمر العمل في الساحة الطلابية حيث قامت سلطة انقلاب 1968 بتنشيط اتحادها وجعله منافساً بدعم مادي ومعنوي. ونظرا لتعقد الوضع السياسي وتنصل الحكومة البعثيه عن التزاماتها الوطنية وقيامها بشن حمله شرسه على الحركة الوطنية والطلابية حيث جمد عمل الاتحاد لفترة محدودة وأعيد إلى العمل السري عام 1979 في إقليم كردستان ومن خلال الدخول إلى المحافظات الأخرى لإعادة تنظيم الاتحاد. حيث اعتقل غالبيه عناصره وأعدم الكثير منهم خاصة في أعوام 1981 _1982 _1983_1984 وفي عام 1991 [بحاجة لمصدر] حيث اعيد عمل الاتحاد في كردستان مع الاتحاد العالمي وسع نشاطه وفي ظل الظروف الجديدة بعد سقوط نظام صدام حسين 9/4/2003 استمر عمل الاتحاد في جمهورية العراق بشكل علني حيث عمل على تحديد مهام جديده تنسجم مع طبيعة المرحلة الجديدة وشكل لجاناً في كل المحافظات وأعطيت مهام لها وعمل إقامة المؤتمرات الاتحادية في أوقاتها.